# Helicopsychidae
Helicopsychidae är en familj av insekter. Helicopsychidae ingår i överfamiljen Sericostomatoidea, ordningen nattsländor, klassen egentliga insekter, fylumet leddjur och riket djur.
Kladogram enligt Catalogue of Life:
| Helicopsychidae | \| \| Helicopsyche \| \| \| \| \| \| Rakiura \| \| \| \| |
|                 | \| \| Helicopsyche \| \| \| \| \| \| Rakiura \| \| \| \| |
|                 | Anomalopsychidae                                         |
|                 |                                                          |
|                 | Antipodoeciidae                                          |
|                 |                                                          |
|                 | Barbarochthonidae                                        |
|                 |                                                          |
|                 | Beraeidae                                                |
|                 |                                                          |
|                 | Calocidae                                                |
|                 |                                                          |
|                 | Ceylanopsyche                                            |
|                 |                                                          |
|                 | Chathamiidae                                             |
|                 |                                                          |
|                 | Conoesucidae                                             |
|                 |                                                          |
|                 | Helicophidae                                             |
|                 |                                                          |
|                 | Hydrosalpingidae                                         |
|                 |                                                          |
|                 | Karomana                                                 |
|                 |                                                          |
|                 | Mpuga                                                    |
|                 |                                                          |
|                 | Ngoya                                                    |
|                 |                                                          |
|                 | Petrothrincidae                                          |
|                 |                                                          |
|                 | Sericostomatidae                                         |
|                 |                                                          |
|                 | Seselpsyche                                              |
|                 |                                                          |
|                 | Helicopsyche                                             |
|                 |                                                          |
|                 | Rakiura                                                  |
|                 |                                                          |

|  | Helicopsyche |
|  |              |
|  | Rakiura      |
|  |              |